# Саббатикал
Творческий отпуск или саббатикал (англ. Sabbatical; от ивр. שַׁבָּת‎  (Šabat, то есть суббота); лат. sabbaticus; греч. sabbatikos, σαββατικός) — отдых или перерыв в работе.
Концепция творческого отпуска основана на библейской практике шмиты (субботний год), связанной с сельским хозяйством. Согласно Левит 25, евреи в Земле Израильской должны делать годовой перерыв в работе на полях каждые семь лет. В 1880 году Гарвардский университет первым в мире стал предлагать своим сотрудникам возможность получить отпуск, во время которого за сотрудником гарантированно сохраняется его должность и заработная плата. Подобная практика получила название творческого отпуска и получила широкое распространение среди университетов (преподавателей, учёных), а также врачей. Первоначально творческий отпуск должен был дать университетским преподавателям возможность отдыхать и восстанавливаться, но также предоставлялся для того, чтобы способствовать «продвижению знаний в моде в других местах … интеллектуальной и практической необходимости», как для профессоров, так и для университетского образования в более широком смысле. В настоящее время академический творческий отпуск обычно освобождает от повседневных преподавательских и ведомственных обязанностей, хотя ожидается, что прогресс в исследованиях будет продолжаться. Академический творческий отпуск бывает в форме семестра или полного академического года.
Творческий отпуск также стал означать длительный, намеренный перерыв в карьере. Популярность творческих отпусков возросла в XXI веке, когда его стали предоставлять не только в академической среде. Согласно опросу, проведённому Society For Human Resource Management в 2017 году, 17 % компаний предлагали своим сотрудникам взять творческий отпуск в том или ином виде. Неакадемические или профессиональные творческие отпуска могут быть как оплачиваемыми, так и бесплатными, связанными с работодателем или самостоятельными, и могут иметь продолжительность от нескольких недель до года и более.